# Perusiai háború
A perusiai háború a római polgárháborúk egyike volt a második triumvirátus idején, Kr. e. 41 őszétől Kr. e. 40-ig. A veterántelepítésekkel járó társadalmi feszültségeket kihasználva a keleti birodalomfélben tartózkodó Marcus Antonius párthívei felkelést robbantottak ki a Octavianus ellen, azonban az gyors fellépésével Perusia (a mai Perugia) vidékére szorította vissza őket, és mielőtt Antonius megérkezhetett volna, felszámolta a mozgalmat. A triumvirátust megosztó konfliktus végül kiegyezéssel zárult.

## Előzmények
Kr. e. 44-ben republikánus összeesküvők meggyilkolták Caius Iulius Caesart, a köztársasági államrendet fenyegető dictatort. Párthívei, Octavianus, Marcus Antonius és Marcus Aemilius Lepidus Kr. e. 43-ban szövetkeztek egymással, létrehozva a második triumvirátust, és szövetségük Kr. e. 42-ben diadalt aratott a köztársaságiak felett a philippi csatában. Antonius ekkor megkapta a keleti provinciák feletti főséget, és el el is indult az ázsiai tartományokba, hogy rendezze a polgárháború utáni helyzetet. Octavianus visszatért Itáliába, és megkezdte veteránjainak letelepítését, ami a széles körű földosztások következtében nagy feszültségekkel járt. Ezeket súlyosbította, hogy Sextus Pompeius szicíliai flottája, kiegészülve Cnaeus Domitius Ahenobarbus adriai hajóhadával, tulajdonképpen blokád alá vonta Itáliát, aminek élelmiszer-ellátása így jelentős nehézségekbe ütközött.
Míg Antonius keleten volt, Fulvia nevű felesége Rómában maradt, és sógorával, a consuli hivatalt betöltő, Appianosz szerint republikánus érzelmű Lucius Antoniusszal szervezkedni kezdett Antonius már letelepített veteránjai körében. A caesarianus hadsereg megbeszélésre hívta össze Octavianust és Antoniust Teanumba, ahol kiegyeztek abban, hogy Antonius segíteni fogja a Pompeius elleni hadjáratot, Octavianus seregeinek Hispaniába vonulását nem fogják akadályozni Caius Asinius Pollio csapatai, az itáliai földosztásokban pedig egyenlően fognak részesülni mindkét triumvir veteránjai. A megegyezés azonban nem teljesült Pollio elvonulását leszámítva, és a Praenestébe vonuló Lucius Antonius nem fogadta el a tisztek azon javaslatát, ami az ellenségeskedés feloldását döntőbíróság elé utalta volna. A katonaság egy része erre fenyegetően lépett fel Lucius Antoniusszal szemben, aki végül beleegyezett, hogy Gabiiban ismét tárgyalásra üljön össze ellenfelével, ám a találkozó előtt a két fél lovas felderítői összecsaptak egymással, így a consul elállt szándékától.

## A háború

### Az első hadműveletek

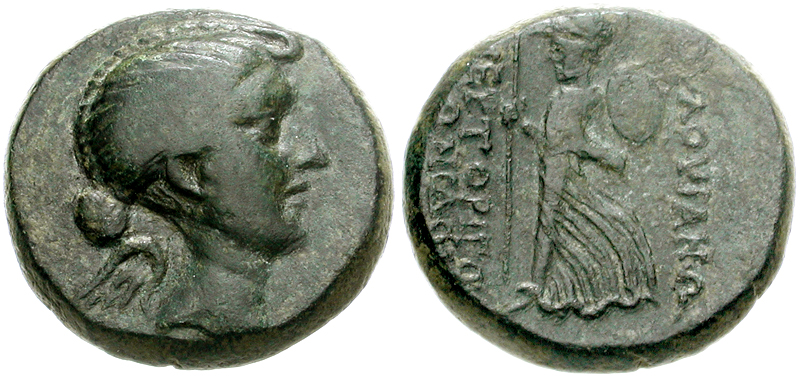
Fulvia, a háború egyik kirobbantója

A kirobbanó konfliktusban Antonius számíthatott nagyobb erőkre: ő maga hat legiót gyűjtött, amihez fivére tizenegy legiója csatlakozott Fufius Calenus vezetésével, miközben a levelek útján folyamatosan tájékoztatott Marcustól jelentős anyagi segítséget kapott. Octavianus ezzel szemben mindössze négy legióval és néhány praetorianus cohorsszal rendelkezett Itáliában, illetve haladéktalanul visszahívta a Hispania felé menetelő hat legiót. Tartományaiból az ott zajló harcok miatt nem számíthatott rendszeres jövedelemre, így több szentély (a római Capitolium, Antium, Tibur, Lanuvium stb. templomai) kincseit kellett kölcsönvennie. Ez egyébként több helyen nem sikerült vagy nehézségbe ütközött, mert az itáliai közvélemény inkább Antoniust támogatta; Octavianus társadalmi bázisát főként a nemrég letelepített veteránok adták.
Octavianus egy legiót gyorsan Brundisiumba küldött, hogy megakadályozza Antonius esetleges partra szállását. Nehezítette a dolgát, hogy addigra Ahenobarbus hajói megsemmisítették a flottáját. Miután hiába kérte fel közvetítésre a senatust,  ő maga személyesen is kivonult, és Róma városának védelmét Lepidusra bízta két legióval. Megtámadta az ellenfélnek erősítést hozó Caius Furniust, aki Sentia városába húzódott vissza. Miközben Sentiát ostromolta, a kapuk őrzésével megbízott Nonius átállása révén Lucius Antonius kardcsapás nélkül bevonult Rómába, ahonnan Lepidus Octavianushoz menekült. Antonius bejelentette, hogy ellenfelei bűnhődni fognak, és hogy fivére ígéretet tett a consulok vezette államrend helyreállítására. Ezután észak felé indult, hogy felvegye a harcot Octavianus Galliából hazahívott, Quintus Salvidienus Rufus vezette hat legiója ellen. Salvidienust Caius Asinius Pollio és Publius Ventidius Bassus üldözte, félő volt hát, hogy bekerítik. Octavianus hadvezére és barátja, Marcus Vipsanius Agrippa ezt megelőzendő bevette Sutriumot, hogy magára vonja Antonius támadását, aki így az érkező Salvidienus Rufus és az ő erői közé került.

### Perusia ostroma

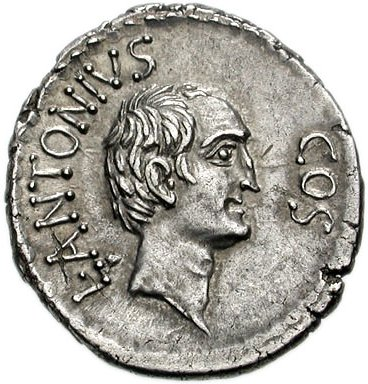
Lucius Antonius

A consul, felismerve helyzetét, elvonult, miközben mind Rufus, mind Agrippa serege zaklatta. Antonius eleinte megpróbálta egyesíteni erőit Pollio és Bassus seregeivel, ám a kétirányú támadástól tartva végül Perusia megerősített városába vonult vissza, ahol az érkező Octavianus és két hadvezére bekerítette. Pollio és Bassus hadai ekkor még mindig Galliában voltak, nem akarván belebonyolódni a háborúba, de végül Antonius és Fulvia sürgetésére megindultak dél felé. Octavianus közben erősen körbesáncoltatta Perusiát, és minden utánpótlási útvonalat elzárt a várostól, majd a felmentő sereg elé nyomult Agrippával. Mivel egyesülésüket megakadályozták, az amúgy sem lelkes Asinius Pollio Ravennába, Ventidius Bassus pedig Ariminiumba vonult vissza, így Octavianus, miután egy-egy sereget kiállított ellenük, visszatérhetett Perusia ostromához. Ezzel egy időben Fulvia újabb legiót toborzott, amit Lucius Munatius Plancus vezetésével Octavianus ellen indított. Ez meg is verte Octavianus egyik Róma felé tartó seregét, ám végül visszavonult Spoletiumba. Az év végére Octavianus tovább bővítette a perusiai ostromzárat: megszélesítette az árkokat, megerősítette a sáncokat és fatornyokat emelt rajtuk. Antonius seregeinek gyorsan fogytak a készletei, a kisebb-nagyobb összecsapások és az év utolsó napján végrehajtott kitörés azonban nem orvosolta a helyzetet.
Végül Bassus katonái Kr. e. 40-ben megindultak Perusia felmentésére, ám a Perusiától mintegy 30 kilométerre levő Fulginiumban Agrippa hadai bekerítették és ostrom alá vették őket. Bassus, Pollio és Plancus, bár előbbi kettő eredetileg támadni akart, az utóbbi véleményét magáévá téve inkább nem nyomult be Octavianus és Agrippa seregei közé, hanem kiváró álláspontra helyezkedtek. A Fulginiumba szorult erősítés tűzjelekkel közölte Antoniusszal helyzetét, azonban késlekedésük elcsüggesztette az egyre jobban éhező ostromlottakat. Perusiában olyan kevés volt az élelem, hogy a rabszolgáktól megtagadták az élelmiszert, de szökésüket is megakadályozták, nehogy kiderüljön, mennyire súlyos a város helyzete. A tömegesen elhullott rabszolgák tetemeit sem égették el, hanem tömegsírba helyezték őket, hogy a füst se árulkodjon az éhínségről. Végül Antonius minden erejével egy utolsó, kétségbeesett támadást indított. Ez átkelt az árkon és a cölöpsoron, és hevességével majdnem elfoglalta a falakat is, azonban Octavianus friss erősítése visszavetette őket, ostromgépeik megsemmisülését követően pedig nem volt esélyük a kitörésre. A vereség hatására Antonius serege teljesen demoralizálódott, az éhínség elől közkatonák és tisztek tömegei szöktek át az őket kegyesen fogadó Octavianushoz. Végül Lucius Antonius maga is tárgyalásokba bocsátkozott, előbb tisztjei útján, majd személyesen. Octavianus végül bevonult a városba, ahol a tanácstagok kivételével mindenkinek megkegyelmezett. A hadvezér engedélyezte volna a város kirablását, ám az egy váratlanul kitörő tűzvészben jórészt elpusztult, mielőtt erre sor kerülhetett volna.

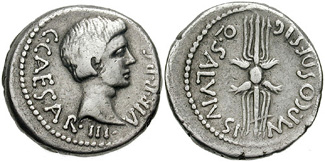
Octavianus egy Salvidienus Rufus verette pénzérmén

### Marcus Antonius érkezése
Bár Lucius Antonius feltétel nélkül kapitulált, párthíveinek még mindig hatalmas sereg állt a rendelkezésére. Ezek nem fogadták el Octavianus fegyverszüneti ajánlatait, hanem Marcus Antonius fogadására indultak a különböző adriai kikötőkbe, Ravennába, Brundisiumba és Tarentumba. Plancus két bekerített legiója átpártolt Agrippához, mire a hadvezér megmaradt seregeit hátrahagyva áthajózott a Balkánra. Ugyanígy tett Fulvia is, aki Puteoliból Brundisiumba, majd onnan szintén a tenger túlpartjára hajózott a mellé kíséretül adott 3000 lovassal. Quintus Fufius Calenus Alpok lábánál állomásozó tizenegy legiója nem avatkozott a harcokba, ráadásul Calenus rövidesen bekövetkező halála után Octavianus könnyűszerrel átvette a parancsnokságot a hadseregcsoport felett. Ezzel Hispania és Gallia egésze felett megszerezte az uralmat.
Marcus Antoniust mindvégig informálták az eseményekről, de csak későn indult nyugatra: tavasszal hajózott ki Alexandriából, majd Türoszon, Cipruson és Rhodoszon keresztül Asia provinciába érkezett, ahol értesült a perusiai vereségről, végül Athénban találkozott a feleségével. Itt megállapodott Sextus Pompeius követeivel arról, hogy egy Octavianus elleni háborúban támogatják majd egymást. (Válaszlépésként Itália blokádjától tartó ellenfelük eljegyezte Pompeius apósa, Libo húgát, Scriboniát.)
Octavianus közben az Antoniustól örökölt megbízhatatlan legiók élén Lepidust Africába küldte, Lucius Antoniust pedig megbocsátása jeléül Hispania főparancsnokává nevezte ki, ahol azonban szoros megfigyelés alatt tartotta. Marcus Antonius rövidesen tovább indult Hellaszból, és az Adriai-tengeren egyesült Ahenobarbus flottájával, miáltal nem csak hajóhada, hanem hadserege is nagyra duzzadt. Brundisiumnál szállt partra, amit elzárt a külvilágtól és ostrom alá vett, majd elfoglalta Sipontumot Apuliában. Sextus Pompeius ezzel párhuzamosan meghódította Szardínia szigetét, illetve ostrom alá vette Thuriit és Consentiát.

## A brundisiumi egyezmény

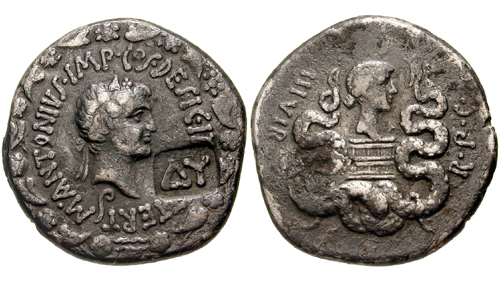
Marcus Antonius és új felesége, Octavia (Kr. e. 39-es, epheszoszi verésű cistophorus)

Octavianus Agrippát indította délre, majd maga is a nyomába eredt egy új sereggel, azonban az általa letelepített veteránok nem lelkesedtek a philippi győző, Antonius elleni harcért. Antonius különben is jól elsáncolta magát Brundisiumnál, úgyhogy Octavianus jobb híján kénytelen volt letáborozni a közelében. A katonáknak nem akaródzott egymás ellen harcolniuk, ami egyezkedésre kényszerítette a feleket; ezt megkönnyítette, hogy időközben meghalt az intrikus Fulvia, Pompeiust visszaverték Thurii alól, Sipontum pedig Agrippa kezére került. Békülékenységét jelezve Antonius utasította Pompeiust a szicíliai visszavonulásra, Ahenobarbust pedig eltávolította az Adriai-tengerről, és Bithünia helytartójává nevezte ki. Végül a két hadsereg közös küldöttséget indított a hadvezérekhez, maguk mellé véve az addig is közvetítői szerepet vállaló Lucius Cocceius Nervát, továbbá Antonius részéről Asinius Polliót, Octavianus pártjából pedig Caius Cilnius Maecenast. Ennek nyomán létrejött az ún. brundisiumi egyezmény, melynek értelmében a felek kibékültek, és újra felosztották egymás között a birodalmat.
Scodra illyricumi városánál jelölték ki a határpontot, ettől nyugatra minden tartomány Octavianusé, keletre pedig Antoniusé lett, míg Lepidusnak meghagyták africai kormányzóságát. Az egyezmény értelmében mindkét fél toborozhatott Itáliában. A megállapodást házasság is megpecsételte: Octavianus frissen megözvegyült nővérét, Octaviát feleségül adták a Fulviát nemrég elvesztő Antoniushoz. A brundisiumi kiegyezés a második triumvirátus történetének utolsó megállapodása volt, és majdnem egy évtizeddel elodázta a két hadvezér végső konfliktusát, ami az utóbb Augustus néven ismertté vált Octavianus egyeduralmának kialakításával ért véget.